# Kesselaid
Kesselaid (ook Kessulaid of Kessu, Duits: Schildau, Zweeds: Sköld of Skölldo) is een eiland binnen de territoriale wateren van Estland. Het ligt in de zeestraat Suur väin tussen het eiland Muhu en het vasteland. Bestuurlijk valt het onder de gemeente Muhu. Kesselaid is bewoond; de andere eilanden tussen Muhu en het vasteland, Kõbajad, Papirahu en Viirelaid, zijn onbewoond.

## Geografie
Het eiland heeft een oppervlakte van 1,75 km². Op het eiland ligt één dorp, Kesse, met 9 inwoners (2021). Het hoogste punt van het eiland bevindt zich op de Kesse pank, 15,6 meter boven de zeespiegel. De Kesse pank is de steile noordwestkust van het eiland, gevormd uit dolomiet. Het rotsmassief heeft een lengte van 1,3 km, waarvan de helft langs de kust. Het gebied is al sinds 1938 beschermd als natuurpark onder de naam Kesselaiu maastikukaitseala. Sinds 2004 valt het hele eiland eronder.
Het eiland is voor een deel bedekt met bos. Een kleiner deel bestaat uit grasland of is bedekt met jeneverbesstruiken. Een groot deel is moerasgebied. Er worden 400 soorten planten aangetroffen, waarvan 27 beschermd. Er groeien 17 verschillende soorten orchideeën. Er is weinig fauna op het eiland. Soms zwemt een eland of wild zwijn over van Muhu. Het grasland wordt in de zomermaanden gebruikt om vee op te laten grazen.
Er is geen veerverbinding met het eiland. Wel zijn er reisbureaus die excursies naar het eiland aanbieden.

## Geschiedenis
In 1458 werd het eiland voor het eerst genoemd onder de naam Scheldowe.Het was toen onbewoond. In de 16e eeuw vestigden zich boeren op het eiland. Vanaf de tweede helft van de 17e eeuw viel het onder het landgoed van Võlla; ergens tussen 1782 en 1795 werd het een zelfstandig landgoed. De laatste eigenaar voor de onteigening door het onafhankelijk geworden Estland in 1919 was Ernest von Wahl-Assik. Van het landhuis is nog een ruïne over. In 1909 viel het eiland onder de gemeente Hellamaa, vanaf 1939 onder de gemeente Muhu.
In 1879 kreeg Kesselaid een baken voor de scheepvaart op Suur väin. In 1885 volgden lichtbakens op twee plaatsen aan de kust. In 1994 werden ze uitgerust met zonnepanelen. Er is trouwens geen elektriciteitsnet op het eiland. Ook de bewoners werken met zonnepanelen.
In het midden van de 19e eeuw leefden 41 mensen op het eiland. Op het eind van de jaren dertig van de 20e eeuw waren het er ca. 35. In 1963 woonde alleen de vuurtorenwachter er nog met zijn gezin. In 2017 had het eiland 4 inwoners, in 2019 waren dat er 6.

## Foto's

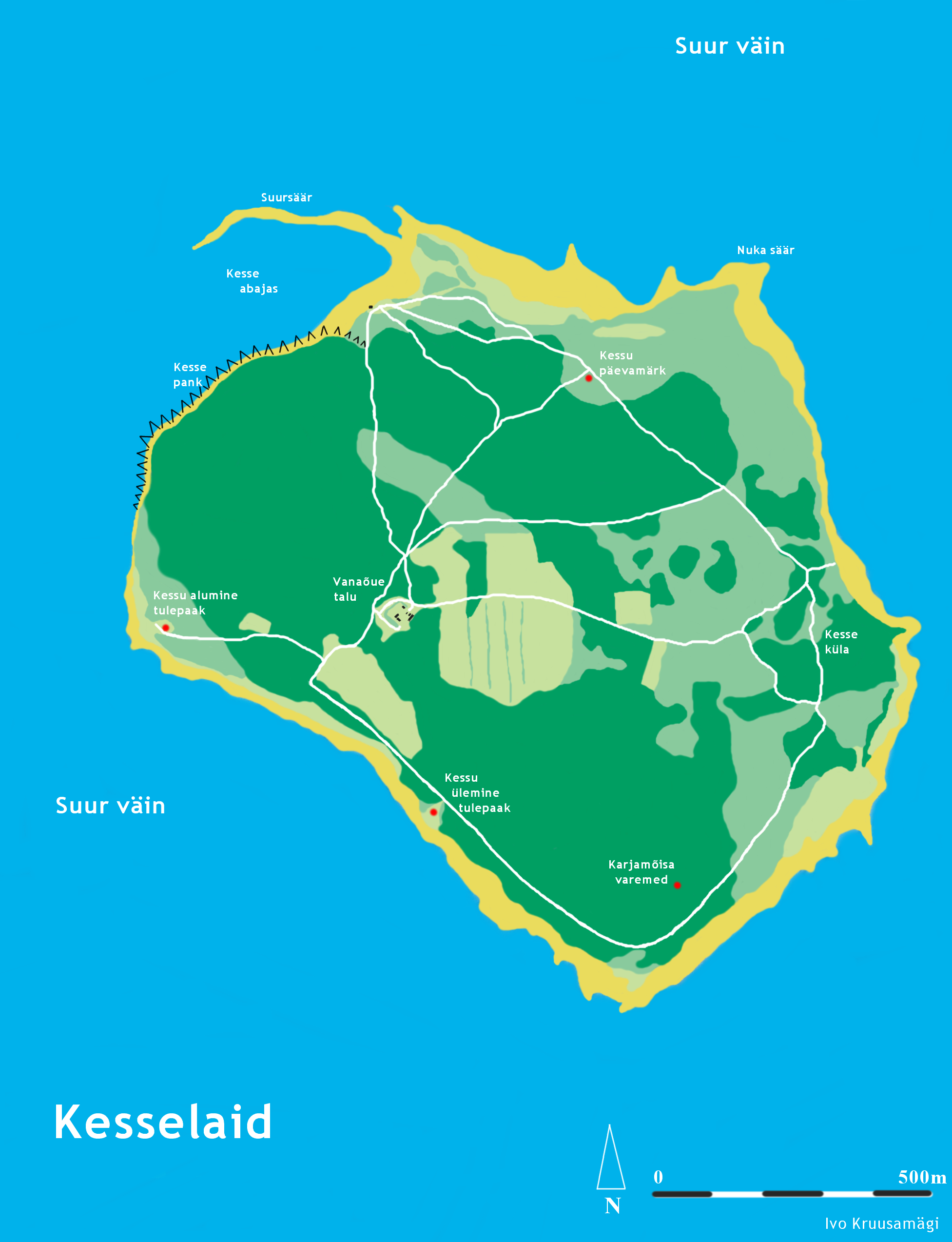
Plattegrond van het eiland
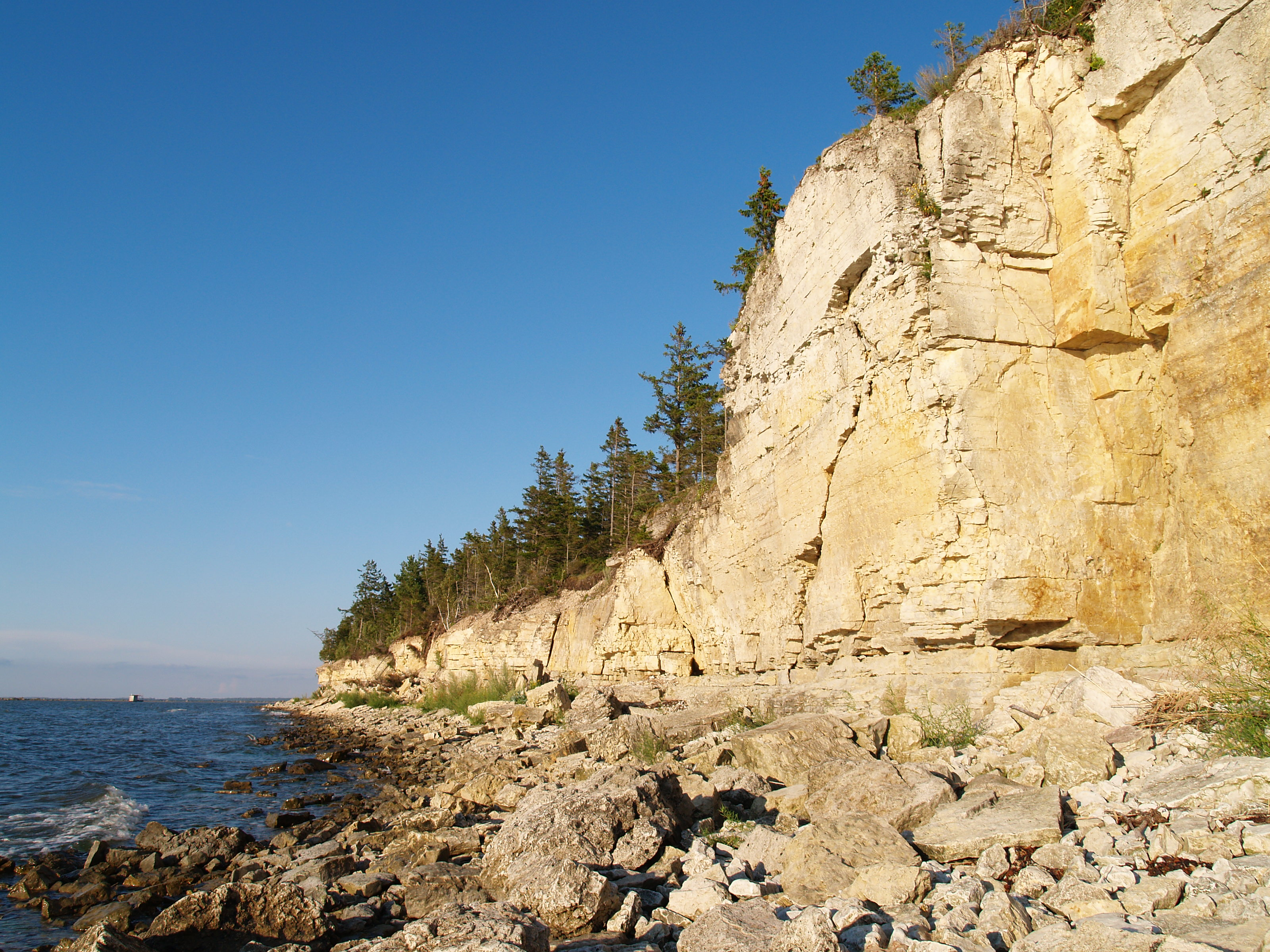
De Kesse pank
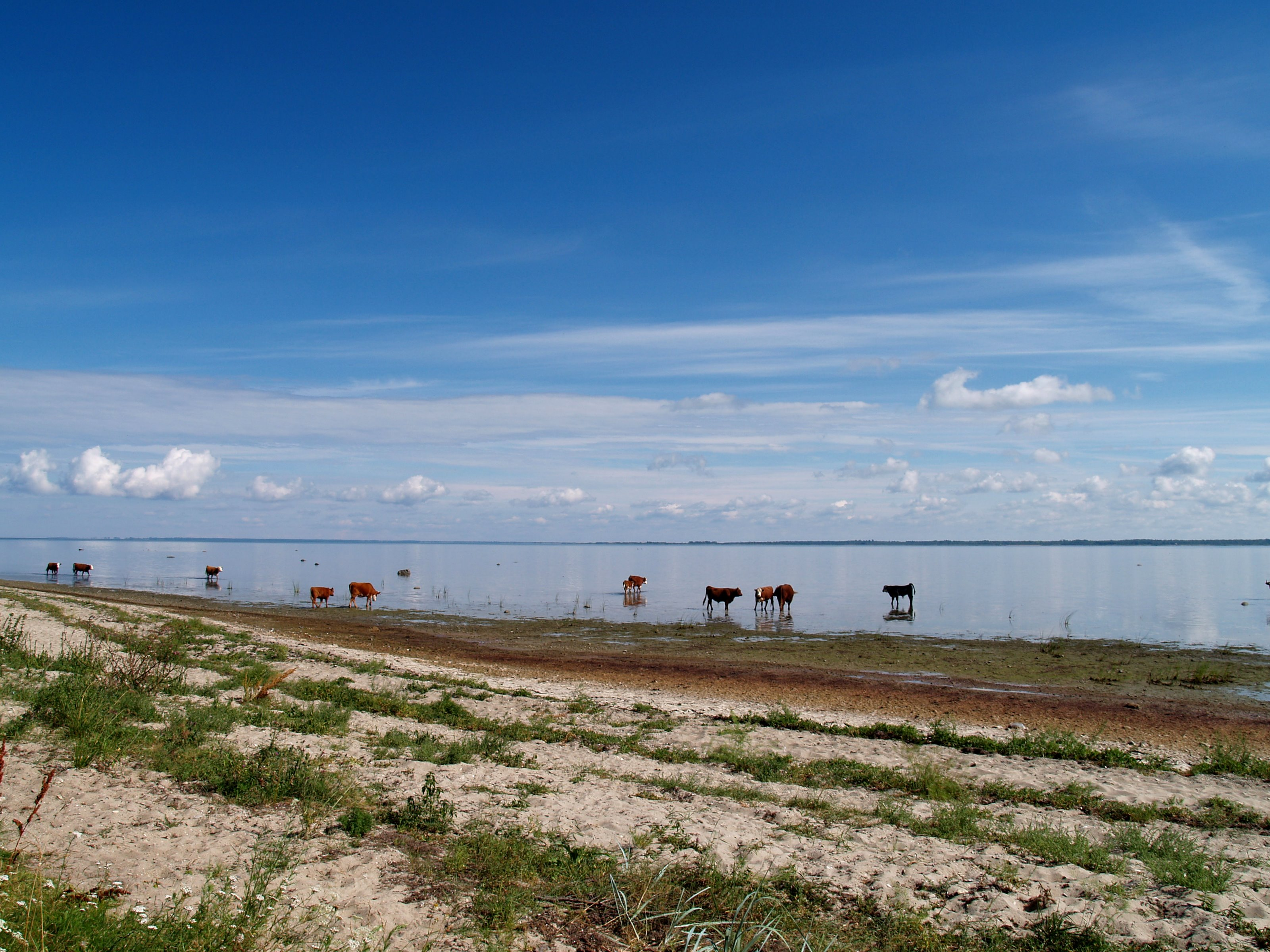
Het strand van Kesselaid. Het water is hier zo zoet dat het vee het kan drinken
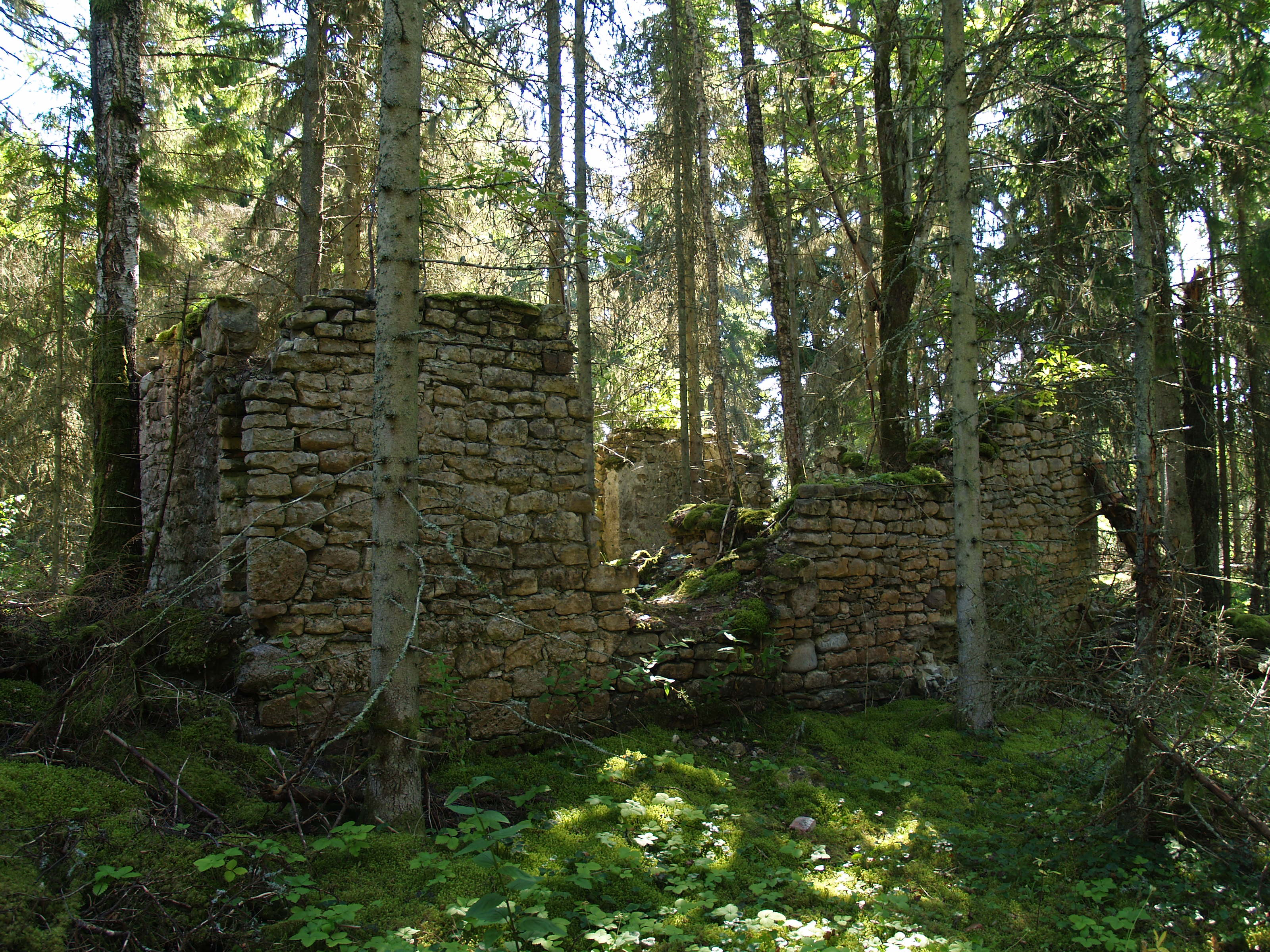
Restant van het landhuis
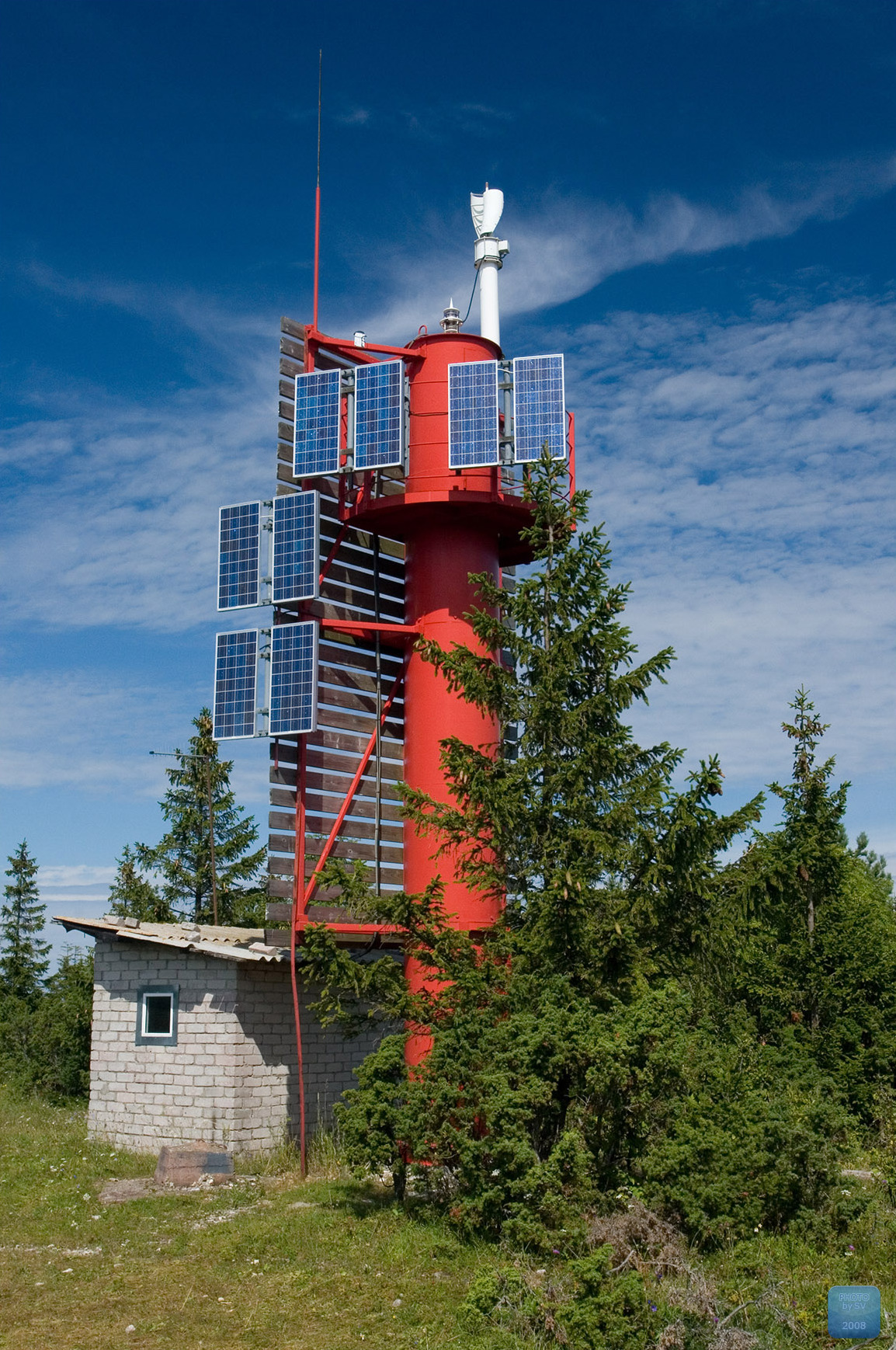
Lichtbaken
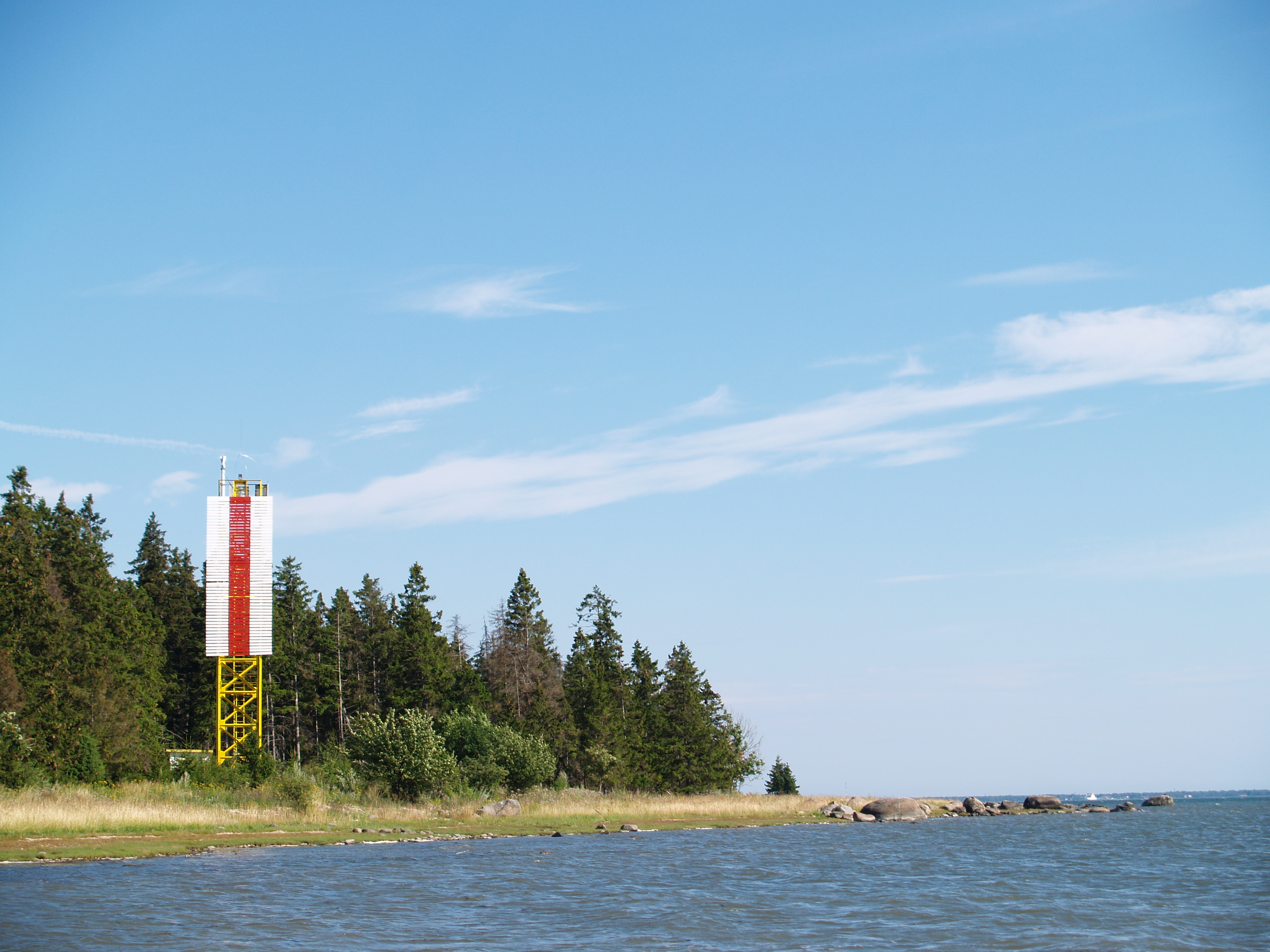
De kust met lichtbaken